# 中華人民共和国人民武装警察法
中華人民共和国人民武装警察法（ちゅうかじんみんきょうわこく-じんみんぶそうけいさつほう）は、中国人民武装警察部隊の組織と活動を規定する法律。

## 概要
人民武装警察の組織と指揮、任務と権限、義務と規律、保障措置、監督検査、法的責任などを規定している。

## 背景
人民武装警察部隊は中国の武装力を構成する組織の一つであり、国家が付与する安全保衛任務に責任を負い、社会秩序を維持する（国防法第22条）。
建国間もない1950年9月に人民武装警察部隊の前身である「人民公安部隊」が創設され、その編成と隷属関係は数次の変遷を経て、1982年に人民解放軍の警備任務及び公安の国境警備、消防の任務が移管されて、人民武装警察は正式に成立した。
1995年、国務院及び中央軍事委員会が共同で《中国人民武装警察部隊の指導管理体制の調整に関する決定》を公布し、指導管理体制は中央軍事委員会と国務院関係部局による二重指導へと変化した。
2009年に本法が制定される以前には、人民武装警察に関連する規定は兵役法、戒厳法、国防法、突発事件対応法等それぞれの法律ごとに大まかに定められていたが、包括的に深く扱う法律は存在しなかった。複雑な人民武装警察の組織を統一的に運用するためには新たに法令を定める必要があることが認識され、2009年8月に本法が制定された。本法制定により人民武装警察の任務や性質が法的に明確になった。
2016年1月1日に発せられた《国防及び軍隊改革の深化に関する中央軍事委員会の意見》において、「武装警察部隊の指揮管理体制と部隊構成」に関し「中央軍事委員会による武装力の集中統一指導を強化し、武警部隊の指揮管理体制を調整し、部隊構成と部隊編成を最適化する。」との提起がなされた。
2017年11月、全国人民代表大会常務委員会は人民武装警察の組織改革に言及し、武警改革中は国防法および人民武装警察法を改正せず、この間の具体的な措置は党中央委員会の決定、国務院および中央軍事委員会の関連する規則に従って実施することを定めた《中国人民武装警察部隊改革期間の関連する法律規定の適用の暫定的調整に関する全国人民代表大会常務委員会の決定》を採択した。
次いで、2017年12月27日に公表された《中国人民武装警察部隊指導指揮体制の調整に関する中共中央の決定》に基づき、人民武装警察法第3条に規定されていた国務院、中央軍事委員会による指導指揮体制が、党中央と中央軍事委員会の集中統一指導体制に改められ、2018年1月1日より施行されることとなった。
2018年3月21日に公表された《党と国家の機構改革の深化方案》には、公安辺防、公安消防、公安警衛の公安現役部隊が武警から退出し、国家海洋局が管理する海警部隊が人民武装警察部隊に転属し、警種部隊の武警黄金、武警森林、武警水電の部隊が文民組織に移管し、武警部隊の海関任務執行兵力を撤収することが明記された。
2018年6月22日には《中国海警局の海洋権益擁護のための法執行の職権に関する全国人民代表大会常務委員会の決定》が発せられ、2018年7月から海警を人民武装警察所属の海警総隊とし、海上の治安維持、資源開発、環境保護、漁業管理、密輸取締等の法執行を担うことが決定された

## 改正履歴
2009年中国人民武装警察法は、2009年8月27日に第11期全国人民代表大会常務委員会第10回会議で採択され、即日施行された。
2020年4月及び6月に全国人民代表大会常務委員会で当法律の改正案が審議され、6月20日に成立・公布され、翌日の21日に施行された。

## 条文
- 第1章「総則」（第1条から第8条）
- 第2章「組織と指揮」（第9条から第14条）
- 第3章「任務と権限」（第15条から第26条）
- 第4章「義務と規律」（第27条から第31条）
- 第5章「保障措置」（第32条から第39条）
- 第6章「監督検査」（第40条から第42条）
- 第7章「法的責任」（第43条から第46条）
- 第8章「附則」（第47条から第51条）

## 法律の概要

### 総則
指導体制については「人民武装警察部隊は中華人民共和国の武装力の重要な構成部分であり、中国共産党中央委員会・中央軍事委員会により集中・統一指導される。」との条文が追加された（第2条）。
加えて、「人民武装警察部隊は中国共産党の絶対的指導を堅持し、習近平強軍思想を貫徹し、新時代の軍事戦略方針を貫徹し、多機能一体・秩序維持と権利擁護の戦略要求に従い、軍事訓練と戦闘準備を強化し、法に基づき厳格さを堅持し、建設と開発を加速し、職責を効果的に遂行する。」との条文が追加された（第3条）。
人民武装警察は法律（国防法など）・法規が規定する現役軍人の権益を享有する（第8条）。

### 組織および指揮
武警部隊の組織については、「人民武装警察部隊は内衛部隊・機動部隊・海警部隊・教育機関及び研究機構などより構成される。内衛部隊は行政区画に従い編成され、機動部隊は任務に従い編成され、海警部隊は沿海地区にある行政区画及び任務区域に従い編成される。具体的な編成は中央軍事委員会により確定される。」と規定している（第9条）。
武警の任務遂行の指揮は、平時の場合・平時に人民解放軍と共に非戦争軍事行動に共同参加する場合・戦時の場合の3つの状態について規定された（第10条）。
- 平時の任務執行は中央軍事委員会又は中央軍事委員会が権限を付与する武警部隊組織が指揮を行う。

- 平時に人民解放軍と共に、応急救援・社会秩序維持と突発事件処理・共同の訓練及び演習等の非戦争軍事行動に共同参加する場合は、中央軍事委員会が権限を付与する戦区が指揮を行う。

- 戦時の任務執行は中央軍事委員会又は中央軍事委員会が権限を付与する戦区組織が指揮を行う。

中央国家機関、県級以上の地方人民政府は、人民武装警察部隊と共に、任務要件および業務協調のメカニズムを構築する（第11条第1項）。
中央国家機関、県級以上の地方人民政府は、重大な安全保衛活動・突発社会安全事件の処理・テロ活動の防止と処理・応急救援等のために人民武装警察へ協力を必要とする場合、国家の関連する規定に従い要求を提出することが義務付けられた（第11条第2項）。
人民武装警察部隊は任務遂行の必要に応じて、中央国家機関、県級以上の地方人民政府が設立する指揮機構に参加し、指揮機構の領導の下で、中央軍事委員会の関連する規定に従い組織の指揮を実施する（第13条）。
中央国家機関、県級以上の地方人民政府は、人民武装警察の警衛等・突発社会安全事件・テロ活動の防止と処理・応急救援活動に対し業務指導を行うことを規定している（第14条第1項）。
人民武装警察部隊は武装警護、武装警備、武装保護、武装警戒、犯罪者・犯罪容疑者の護送、機密産品の護送等を執行し、警衛等の対象の機関は警衛等を担う人民武装警察部隊に対し警衛等の業務の指導を行うことができる（第14条第2項）。
人民武装警察部隊を動員する場合、法に基づく用兵、厳格審査の原則を堅持し、指揮関係、職権、運用メカニズムに従って組織され実施される。その許可権限と手続きは中央軍事委員会より規定される。緊急事態においては規定に基づき行動すると同時に報告を行うことを義務付けている（第12条）。

### 任務
基本的任務に関し、旧法第2条において「人民武装警察部隊は、国家が付与する安全保衛任務並びに防衛作戦・応急災害救助・国家経済参加等の任務に責任を負うものとする。」と定められていたが、改正法第4条において「人民武装警察部隊は、警衛等・突発社会安全事件の処理・テロ活動の防止及び処理・海洋権益擁護のための法執行・応急救援及び防衛作戦、並びに中央軍事委員会が付与するその他の任務に責任を負うものとする。」と改められた。旧法で安全保衛任務と一括りに表現されていたものを、改正法では「警衛等」「突発社会安全事件の処理」「テロ活動の防止および処理」「海洋権益擁護のための法執行」と分け、責任を負う安全保衛任務について幾つかに分けて表現するようになった。加えて「中央軍事委員会が付与するその他の任務」が新しく加わる一方で、「国家経済参加等の任務」については基本的任務から削除された。
それぞれの基本任務に関して、更に第3章「任務と権限」において具体的に規定している。
警衛等（第15条）
重要人物の武装警護、重要活動の安全保衛、重要施設・橋梁・トンネル・監獄等の武装警備・警戒、特定区域や陸上国境での武装巡回、公安・監獄・銀行等と協力した逮捕・護送等
突発社会事件の処理（第16条）
重要保護対象の安全保衛、道路等の封鎖・制御、隔離・誘導・排除等による違法犯罪行為の制止、閉じ込められた公民の救助・救護、武装巡視による社会秩序の回復等
テロ活動の防止・処理（第17条）
事件現場での救援・救護・巡視警戒、公安によるテロリスト逮捕への協力、人質救助・爆発物処理、ハイジャック等の交通機関事件対応等
応急救援（第18条）
被災者の捜索・救助・搬送、危険区域等での警戒、災害や危険の排除・管理、二次災害の防止、核・化学等事故の救援、医療救護、感染症対応、交通設備の復旧、重要物資の輸送等
海洋権益擁護のための法執行（第47条）
別に法律に定める
防衛作戦（第48条）
中央軍事委員会の命令に基づき遂行
戒厳任務（第49条）
「中華人民共和国戒厳法」の関連規定に基づき遂行

### 任務遂行の為の措置
人民武装警察が任務を遂行する場合、以下の措置をとることができる（第19条）。
1. 警備区域を出入りし、警戒歩哨所を通過する人員、物品、交通手段などに対し、規則に従って検査を行う。許可なく出入りし、通過をする者に対し阻止する。強行に出入りをし、通過する者に対し必要な措置を講じて制止する。
2. 武装巡回中、現場指揮官の同意を経て人民武装警察の身分証を提示し、違法犯罪容疑の人員に対しその場で尋問を行い身分証を検査し、疑わしい物品および交通手段に対し検査を行う。
3. 道路交通管制又は現場管制に協力する。
4. 多人数を集めて社会治安秩序を撹乱し、公民の身体と財産に危害を及ぼし、公共安全又は任務対象の安全に危害を与える者に対し、必要な措置を講じ、これを制止、隔離、排除する。
5. 任務遂行の必要に応じ、関連組織又は人員から関連状況を聴取し、又は現場や任務執行に関係する場所において必要な偵察を行う。

人民武装警察が任務を遂行する場合において、以下の状況を有する人員を発見した時は、現場指揮官の同意を経て、速やかにこれを制圧し、公安機関・国家安全機関・又はその他の管轄権を有する機関へ引き継がなければならない（第20条）。
1. 犯罪を現に行っている者
2. 指名手配されている者
3. 公共の安全に危険を及ぼす物品を違法に携帯する者
4. 任務遂行の対象の安全に危害を与える行為を現に行っている者
5. 暴力や脅迫等を用いて人民武装警察が任務を遂行するのを妨害する者

人民武装警察部隊が公安機関・国家安全機関又は監獄等の逮捕・追跡逮捕の任務遂行に協力する場合、協力機関の決定に基づき被疑者・被告人又は犯罪者の身体及び住居並びに犯罪被疑者・被告人・犯罪者又は違法物品を隠匿した疑いのある場所・交通手段等の捜査に協力する（第21条）。
人民武装警察が警衛等・突発社会安全事件の処理・テロ活動の防止と処理の任務を遂行するに当たり警械（非致死性装備のこと）及び武器を使用する場合、人民警察の警械及び武器の使用規定（人民警察警械及び武器使用条例など）並びにその他の関連する法律・法規の規定に従い遂行する（第22条）。
人民武装警察が任務を遂行するに当たり、妨害及び干渉に遭遇した場合、障害を排除し、実施を強制するために必要な措置を講じることができる。人民武装警察が任務を遂行するための措置を講じる必要がある場合、必要な限度内で厳重に管理されなければならず、複数の措置を選択する場合、個人や組織の権益を最大限に保護するのに役立つ措置を選択しなければならない（第23条）。
人民武装警察部隊を出国させテロ活動の防止及び処理等の任務を遂行させる場合、関連する法律・法規・中央軍事委員会の規定に基づき執行する（第26条）。

### 義務と規律
人民武装警察は以下の行為をしてはならない（第29条）。
1. 上級の決定及び命令に反抗し、消極的行動をする又は敵前逃亡する行為
2. 規定に違反して警械（非致死性装備のこと）及び武器を使用する行為
3. 他人の身体の自由を不法に剥奪し又は制限し、不法に他人の身体・物品・交通手段・住居・場所を検査・捜査をする行為
4. 監督管理・拘置・支配の対象に体罰・虐待・殴打する行為
5. 職権を乱用し、私情にとらわれ不正を行い、無断で職務を離脱し、又は職務怠慢をする行為
6. 違法な犯罪活動を隠蔽し、黙認する行為
7. 国家機密・軍事機密を漏洩する行為
8. その他の法律違反・規律違反な行為

人民武装警察は任務を遂行する時は、規定に従い着装し、人民武装警察の証書を所持し、規定に従い撮影録画機材を使用して証拠を録画し、証拠を提示しなければならない（第30条）。

### 行政機関が実施する措置
中央国家機関、県級以上の地方政府は、人民武装警察部隊と情報共有体制を確立しなければならず、安全情報ネットワーク・情報システム及びデータベースを連携する等の方式で、任務の遂行に関する情報及びデータを提供しなければならない（第32条）。

### 監督検査
人民武装警察部隊は所属組織および人員の法律・法規の執行並びに規律の遵守情況に対して監督と検査を行わなければならない（第41条第1項）。
人民武装警察は中央軍事委員会監察委員会・人民武装警察部隊の各級監察委員会の監督を受ける。人民武装警察は、執勤・突発社会安全事件の処理・テロ活動の防止と処理・海洋権益擁護のための法執行・応急救援任務を遂行し、人民政府及び関連する部門・公民・法人及びその他の組織の監督を受ける（第41条第2項）。